# 上海蔡元培故居
上海蔡元培故居位于上海市静安区华山路303弄16号，是蔡元培在上海的最后一处住所，1984年被列为上海市文物保护单位，也是上海市爱国主义教育基地。

## 概况
房屋是一幢独立式花园洋房，有红瓦屋顶和黄色的卵石墙面，保持蔡元培生前使用时的原样，展出有其使用过的打字机、行李箱等。

## 参观信息
- 开放时间：周二至周日9:00-11:30，13:00-16:30。
- 公共交通：轨道交通1、2、7号线，公交15、40、49、93、94、927、830路等。